# Amanda Crew
Amanda Crew (Langley, 5 de junho de 1986) é uma atriz canadense. Ela é mais conhecida por seu trabalho na série de televisão 15/Love e Whistler, e nos filmes Final Destination 3, Sex Drive, The Haunting in Connecticut e Charlie St. Cloud.

## Início da vida
Crew nasceu em Langley. Sua mãe é uma secretária e seu pai é um trabalhador de telecomunicações.
Crew participou da Brookswood Escola Secundária, em Langley. Ela começou sua carreira de atriz quando ela estava no elenco do musical Dragon Tales durante a quarta série do ensino fundamental. Três agentes entraram em contato com ela, que vem atuando desde então. Ela fez um comercial da Coca-Cola e atuou em peças teatrais como Stalling, Tribunais Cordstons e Langley, o Musical. Crew participou da Academia Americana de Artes Dramáticas.

## Carreira

### Televisão
Crew teve sua grande oportunidade aos 18 anos para jogar Tanis McTaggart na YTV série de drama teen 15/Love. Depois de sair do show em 2005, ela estrelou na série de TV Life as We Know It e Smallville. De 2006 a 2008, ela interpretou Carrie Miller na CTV série de drama Whistler, pelo qual ela ganhou Chumbo Melhor Performance por uma mulher em uma Série Dramática em Vancouver com base em prêmios Leo.

### Cinema
Crew teve sua estreia em Hollywood, quando ela conseguiu um papel no filme de terror, Final Destination 3 de 2006, que passou para o sucesso internacional, arrecadando $ 19 173 094 em seu primeiro fim de semana, eventualmente arrecadando $ 112 798 051 em todo o mundo. Ela, então, continuou a estrela em diversas produções de sucesso de Hollywood, incluindo She's the Man e Sex Drive. Em 2009, o grupo atuou no filme de terror The Haunting in Connecticut. O filme estreou em segundo lugar na bilheteria e, finalmente, arrecadou $ 55 325 526 dólares nos Estados Unidos e Canadá, tornando-a mais alta figura de bilheteria até hoje e passou a fazer $ 72 742 856 em todo o mundo. Em 2009, a tripulação foi escalado ao lado de Zac Efron e Kim Basinger no Charlie St. Cloud, que foi lançado em 30 de julho de 2010. Ela também esta definida como estrela em Breaking the Girl e Repeaters.

## Vida pessoal
Namorou o ator Dustin Milligan, os dois se conheceram durante as filmagens de Repeaters.

## Filmografia

### Filmes

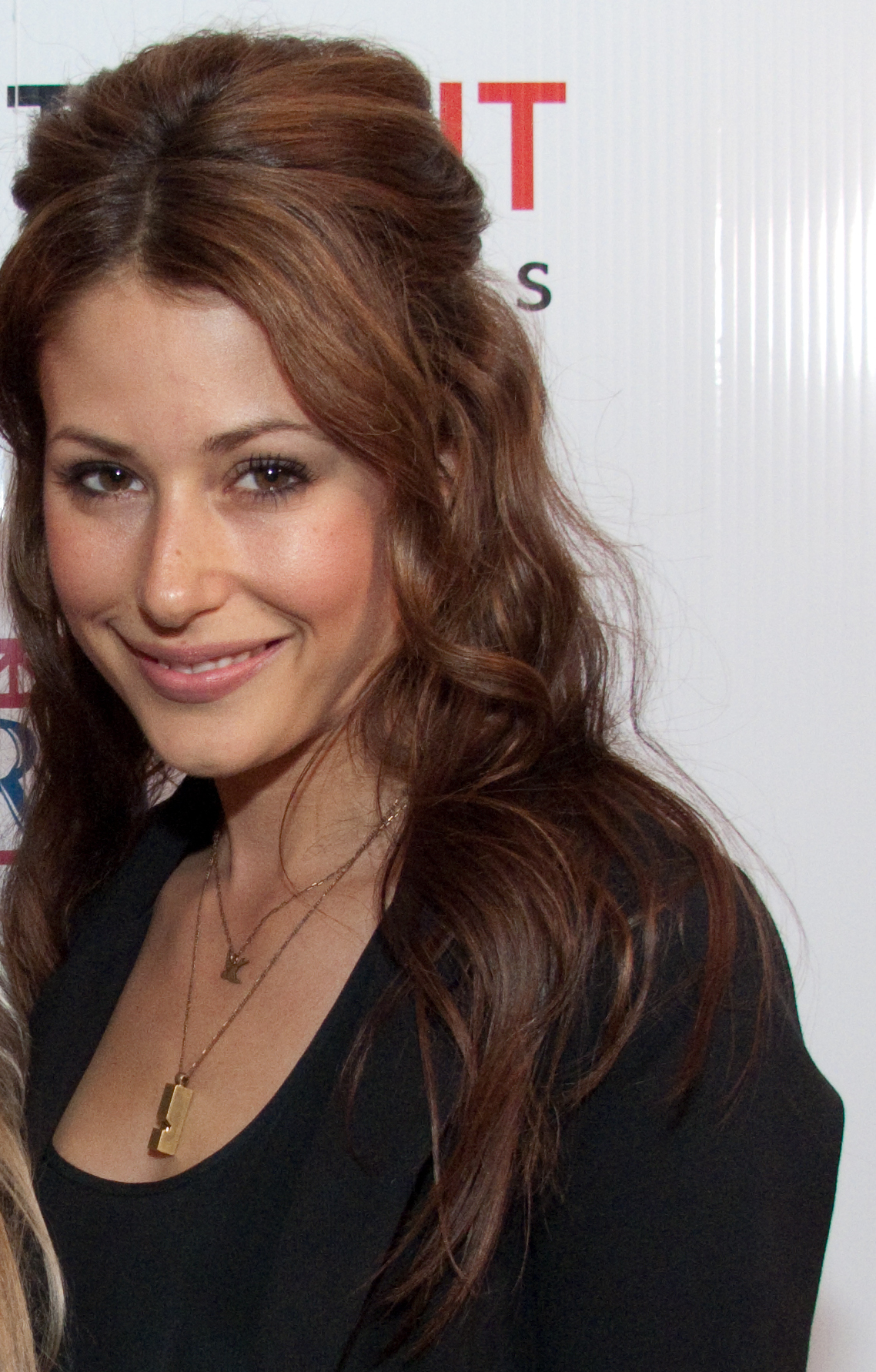
Crew em 2009.

| Ano  | Título                      | Papel              | Notas                                |
| ---- | --------------------------- | ------------------ | ------------------------------------ |
| 2006 | Final Destination 3         | Julie Christensen  |                                      |
| 2006 | She's the Man               | Kia                |                                      |
| 2006 | John Tucker Must Die        | Menina no Corredor |                                      |
| 2008 | That One Night              | Marie              |                                      |
| 2008 | Sex Drive                   | Felicia Alpine     |                                      |
| 2009 | The Break-Up Artist         | Britney Brooks     |                                      |
| 2009 | The Haunting in Connecticut | Wendy Campbell     |                                      |
| 2010 | Charlie St. Cloud           | Tess Carroll       |                                      |
| 2010 | Repeaters                   | Sonia Logan        |                                      |
| 2010 | All That Glitters           | Whitney Carmichael | Curta-metragem                       |
| 2011 | Picturesque                 |                    | Curta-metragem                       |
| 2011 | Sisters & Brothers          | Nikki              |                                      |
| 2011 | Charlie Zone                | Jan                |                                      |
| 2012 | Knife Fight                 | Helena St. John    |                                      |
| 2012 | Ferocious                   | Leigh Parrish      |                                      |
| 2013 | Miss Dial                   | Amanda             |                                      |
| 2013 | Crazy Kind of Love          | Bette              | Também conhecido como Long Time Gone |
| 2013 | Jobs - Get Inspired         | Julie              |                                      |
| 2014 | Bad City                    | Izzy Fontaine      |                                      |
| 2014 | The Identical               | Helen Hemsley      |                                      |
| 2015 | The Age of Adaline          | Kikki Jones        |                                      |
| 2015 | Weepah Way for Now          | Alice              |                                      |
| 2016 | Race                        | Peggy              |                                      |
| 2016 | Poor Boy                    | Charlene Rox       |                                      |
| 2016 | Chokeslam                   | Sheena DeWilde     |                                      |
| 2017 | Table 19                    | Nicole             |                                      |
| 2017 | A Crooked Somebody          | Stacy              |                                      |
| 2017 | Juggernaut                  | Amelia             | Também conhecido como Wrecking Ball  |

### Televisão
| Ano  | Título                         | Papel           | Notas                             |
| ---- | ------------------------------ | --------------- | --------------------------------- |
| 2005 | Life as We Know It             | Polly Brewer    | 2 episódios                       |
| 2005 | Smallville                     | Menina Fraterna | Episódio: "Recruit"               |
| 2005 | 15/Love                        | Tanis McTaggart | 23 episódios (2005-2006)          |
| 2006 | Kill Shot: The Making Of 'FD3' | Ela Mesma       | Documentário                      |
| 2006 | Meltdown: Days Of Destruction  | Kimberly        | Telefilme                         |
| 2006 | Whistler                       | Carrie Miller   | 26 episódios (2006-2008)          |
| 2008 | Monster Ark                    | Joanna          | Telefilme                         |
| 2011 | Suits                          | Lola Jensen     | Episódio: "Identity Crisis"       |
| 2012 | Awesometown                    | Sam             | Telefilme                         |
| 2014 | Motive                         | Robin Keaton    | Episódio: "Raw Deal"              |
| 2014 | Silicon Valley                 | Monica Hall     | 2014-2019                         |
| 2017 | Lifeline                       | Haley Hooks     | Episódio: "In 33 Days You'll Die" |